# OTOMEX
『OTOMEX』（おとめっくす）は、かつてホビージャパンより刊行されていた日本のアニメ・ゲーム情報誌。『ゲームぎゃざ』（後の『GAME JAPAN』）別冊。全2号。

## 概要
『メガミマガジン』（学研）と同様に、主にアニメ・ゲームの美少女キャラクターに関する情報を掲載していた。

### 各号
- Vol.1（2001年11月29日発売）

『FF：U 〜ファイナルファンタジー:アンリミテッド〜』特集
- Vol.2（2002年5月10日発売）

『藍より青し 縁』『おねがい☆ティーチャー』特集